# Oxenfree
Oxenfree ist ein Grafik-Adventure-Computerspiel, welches im Jahr 2016 vom Entwicklerstudio Night School Studio für Windows, macOS, Linux, Xbox One und PlayStation 4 erschienen ist. Seit 2017 ist das Spiel außerdem für die Nintendo Switch, iOS und Android verfügbar.

## Handlung
Die fünf Teenager Alex (gesprochen von Erin Yvette), Jonas (Gavin Hammon), Nona (Britanni Johnson), Clarissa (Avital Ash) und Ren (Aaron Kubin) treffen sich nachts auf einer verlassenen Insel, um dort zu feiern. Gerüchten nach soll es in einer kleinen Höhle in der Nähe des Strandes einen Ort geben, an dem mit Hilfe eines Taschenradios übernatürliche Frequenzen empfangen werden können. Alex findet zusammen mit ihrem Stiefbruder Jonas einen dieser Orte und öffnet mit Hilfe des Radios ein Portal. Beide durchleben eine Vision und wachen mit einem Filmriss in einem ehemaligen Funkturm auf. Dort erhalten sie einen Notruf von Clarissa, die sich in einem ehemaligen Armee-Stützpunkt befindet, wie auch von Ren, der in einem Wald aufgewacht ist. Dem Spieler wird nun die Entscheidung zuteil, wer zuerst gerettet werden soll.
Wählt der Spieler Ren, so gelangt er zunächst zu einer Hütte, in der ein für Jonas sehr bekanntes Lied gespielt wird, bevor die Straßenbeleuchtung eingeschaltet wird. Während der Fahrt mit der Seilbahn sprechen Alex und Jonas über Alex verstorbenen Bruder Michael. Auf der anderen Seite der Schlucht angekommen, finden sich beide in einer „Zeitschleife“ wieder, in der sich das Geschehen immer wieder wiederholt, bis Alex mit der Hilfe eines Magnetophons die Zeitschleife aufbricht. Sie treffen Nona, die behauptet, schon alternative Versionen von Alex und Jonas gesehen zu haben, und ihnen deswegen nicht traut. Alex schickt sie zurück zum Funkturm, um dort gemeinsam einen Ausweg zu suchen. Wenig später finden sie Ren, geraten aber wieder in eine Zeitschleife, in der Ren merkwürdiges Verhalten zeigt, das an eine Besessenheit erinnert. Erst durch das Öffnen eines zweiten Portals kann Ren befreit werden. Während Alex und Jonas nun in Richtung des Stützpunktes gehen, begibt sich Ren zum Funkturm.
Wählt der Spieler Clarissa, so gelangt er nach dem Aktivieren eines Lichts über eine bestimmte Radiofrequenz in das Fort, in dem laut einer Radiostimme „ein Spiel gespielt wird“. Im Fort wird Jonas von einem Geist besessen, während Alex einige Fragen beantworten muss, durch die der Spieler erfährt, dass es sich bei den Geistern um die ehemalige Besatzung eines U-Bootes handelt, die bei der Explosion des Reaktors in einer alternativen Dimension gefangen wurde. Durch das Öffnen eines dritten Portals wird Jonas wieder freigegeben, beide finden Clarissa in einer Zeitschleife, zunächst erhängt, in den Tod springend und schließlich verschwunden.
Die vier verbliebenen Charaktere treffen sich am Funkturm, wo ein Streit über das weitere Vorgehen ausbricht. Alex macht sich mit einem Charakter ihrer Wahl auf den Weg, um einen Schlüssel zu einem der letzten bewohnten Häuser zu finden, was sich als Radio mit einem breiteren Frequenzbereich herausstellt. Außerdem finden sie einen von 13 versteckten Briefen der verstorbenen letzten Bewohnerin der Insel. Sie finden außerdem Clarissa, die auf einer Laterne sitzt. In einem Zeitsprung findet sich die gesamte Gruppe am Strand wieder, wo Clarissa Alex die Schuld am Tod ihres Bruders gibt. Als die Zeitschleife gebrochen wird, findet Alex sich in dem Büroraum wieder, in dem sie sich kurz vor dem Auffinden von Clarissa befunden hat. Auf dem Rückweg zum Turm gerät Alex wieder in eine Zeitschleife, in der sie sich zusammen mit ihrem Bruder Michael und seiner damaligen Freundin Clarissa findet. Ohne es steuern zu können, gerät sie wieder zurück in die reale Spielzeit.
Wieder vereint mit der Gruppe, machen sich alle auf den Weg zum Haus der letzten Bewohnerin der Insel, in dem sie Clarissa finden. Diese ist wie Ren vor ihr besessen, sie testet Alex in einer Art Versteckspiel, welches sie meistert. Clarissa verschwindet wieder. Die Gruppe findet heraus, dass sich das Problem nur lösen lässt, wenn sie über einen alten Bunker wieder zurück in die Höhle finden, in der die Geschichte ihren Anfang nahm. Auf dem Weg zur Öffnung des Bunkers gerät Alex mit ihrem Begleiter Jonas wieder in eine Zeitschleife, in der sie immer wieder verschiedene Arten von Rens Tod sieht, bis diese Nona, die bei ihm geblieben ist, trösten kann, womit die Zeitschleife durchbrochen wird. Vor dem Bunker entscheiden sich Alex und Jonas, dass sie den Bunker ohne Ren und Nona betreten wollen.
Im Bunker entdecken beide ein Magnetophon, das das Lieblingslied von Jonasʼ verstorbener Mutter spielt, woraufhin dieser plötzlich verschwindet. Alex muss nun auf sich allein gestellt versuchen, die Geister zu besiegen. Als Alex ein weiteres Portal schafft, findet sie sich selbst am Grund des Meeres wieder, im Hintergrund das gesunkene U-Boot sehend. Die besessene Clarissa erklärt dort, dass das Schließen aller Portale auf der Insel dafür sorgen wird, dass Alex getötet wird und die Zeit unendlich oft wiederholt wird, Alex aber mit ihren Freunden weiterleben kann, wenn sie Clarissa opfert. Je nachdem, wie sich Alex entscheidet, endet das Spiel unterschiedlich.

### Epilog
Im Epilog wird das Ende anhand der Entscheidungen des Spielers entschieden. Der Spieler kann dabei folgende Dinge beeinflussen:
- Clarissas Freundschaft mit Alex und Michael kann entweder zerstört oder bewahrt werden. Wird Clarissa geopfert, verschwindet jegliche Erinnerung an sie, nur Alex kann sich an sie erinnern.
- Ren kann entweder ein Date mit Nona haben oder nicht, er verlässt die Stadt auf jeden Fall, um ein College zu besuchen.
- Nona geht auf eine Ballettschule, wie auch bei Ren wird sie ihn entweder daten oder nicht.
- Jonas’ Beziehung zu seiner Stiefschwester Alex kann entweder gefestigt oder zerstört werden.
- Michael kann durch das Lösen einiger Rätsel und nach einigen Zeitschleifen-Wiederholungen wieder lebendig werden. Wenn dies passiert, ersetzt er Jonas in den folgenden Schleifen, Jonas und Alex sind keine Stiefgeschwister mehr. Der Spieler kann die Beziehung zu Clarissa entweder bewahren oder zerstören.

Je nachdem, wie sich der Spieler entscheidet, kann die Zukunft von Alex bestimmt werden. Diese Entscheidung scheint allerdings hinfällig, da Alex nach einem Flackern des Bildes nicht mehr von ihren Zukunftsplänen, sondern von ihrem Plan, zusammen mit ihrem (Stief-)Bruder und Ren zu Edwards Island zu fahren. Es scheint also eine unendliche Zeitschleife aktiv zu sein. In einem fortgeschrittenen Spieldurchlauf gibt es die Möglichkeit, noch vor dem Betreten der Fähre die Pläne für die Nacht auf der Insel zu durchbrechen, was zum Ende der Zeitschleife führt.

## Spielprinzip und Technik
Das Spiel wird in einer 2,5D-Perspektive gespielt. Der Fokus des Spiels liegt auf der Protagonistin Alex. Wesentliche Gameplay-Elemente sind die Reaktion auf Dialoge zwischen den Charakteren und ein Taschenradio, mit dessen Hilfe der Spieler Kontakt zu Anomalien aufnehmen und Tore öffnen kann.

## Produktionsnotizen

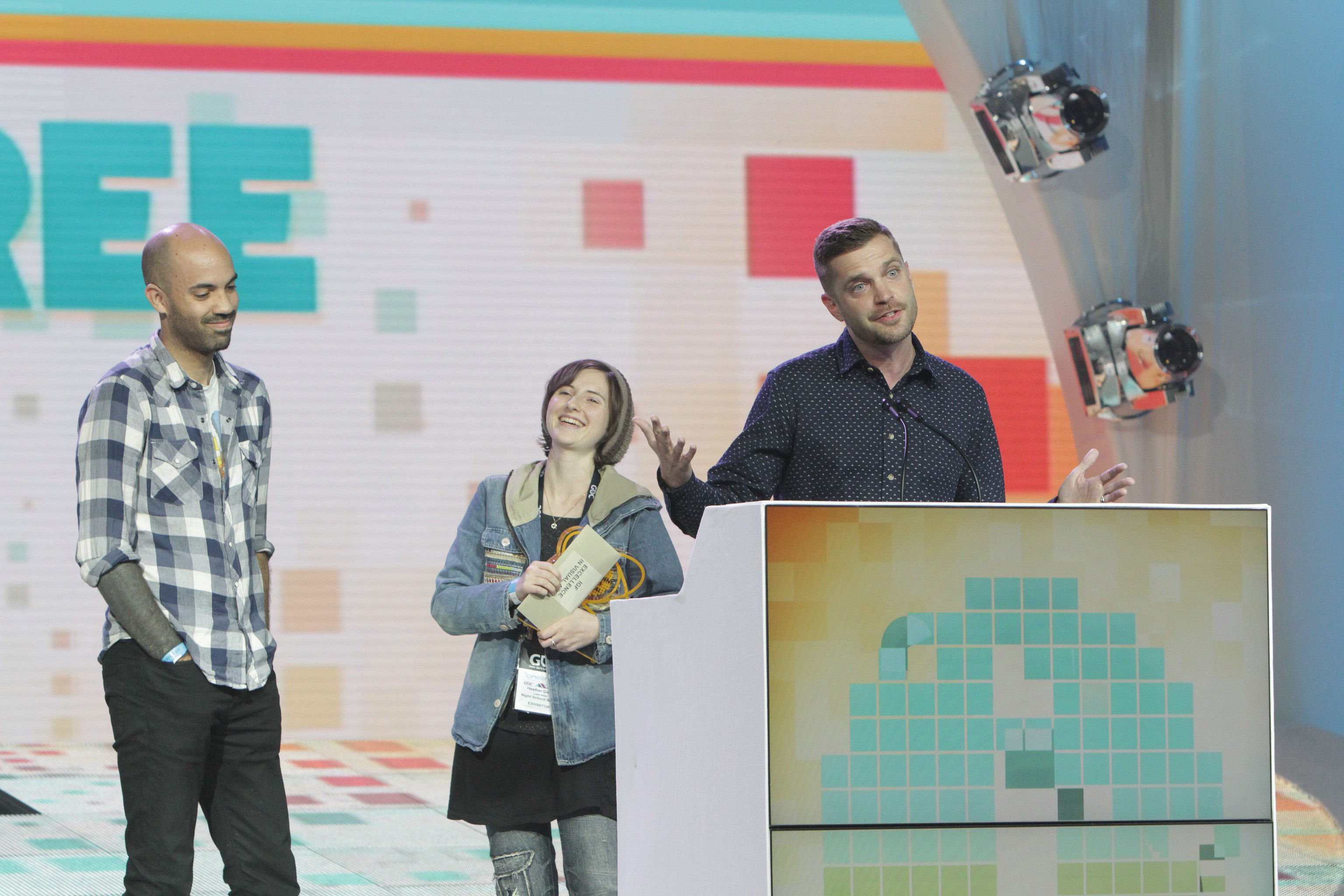
Mitarbeiter von Night School Studio beim Independent Games Festival 2016 (Adam Hines, Heather Gross und Sean Krankel)

Die Musik, die einen wesentlichen Teil der Atmosphäre des Spiels ausmacht, wurde von Andrew Rohrmann, alias scntfc, komponiert, der außerdem für das Sounddesign verantwortlich war. Der Soundtrack wurde analog zur Veröffentlichung des Spiels am 15. Januar 2016 herausgegeben.
| Rolle      | Sprecher         |
| ---------- | ---------------- |
| Alex       | Erin Yvette      |
| Jonas      | Gavin Hammon     |
| Ren        | Aaron Kuban      |
| Clarissa   | Avital Ash       |
| Nona       | Britanni Johnson |
| Michael    | Anthony Lam      |
| Tour Guide | Joe Zieja        |
| Geist      | Bryant Cannon    |
| Geist      | Andrew Rohrmann  |
| Geist      | Heather Gross    |
| Geist      | Adam Hines       |
| Geist      | Kevin Riach      |
| Geist      | Sean Krankel     |

## Rezeption
Oxenfree wurde von Kritikern weitgehend positiv wahrgenommen. Die PC-Version erreicht bei Metacritic eine aggregierte Wertung von 80, basierend auf 49 Kritiken.
Das Spiel gehört zur „Indiecade Official Selection 2015“ und wurde auf dem Independent Games Festival 2016 Gewinner der Kategorie „Excellence in Visual Art“ und erhielt eine Auszeichnung des „Seumas McNally Grand Prize“ sowie für die „Excellence in Narrative“ und „Excellence in Audio“. Es wurde außerdem für die 20. jährlichen DICE Awards in der Kategorie „Outstanding Achievement in Story“ nominiert.